# Schleuse Stecher
Die Schleuse Stecher, früher nur Stechersche Schleuse oder Stecher-Schleuse genannt, ist eine Schleuse im Finowkanal. Die Schleusenanlage Stecher liegt im Land Brandenburg am Wohnplatz Stecherschleuse bei Kilometer 84,39 des Finowkanals.

## Geschichte
Der Finowkanal wurde von 1605 bis 1609 zwischen der Havel bei Liebenwalde und der Finow bei Schöpfurth als schiffbare Verbindung von Berlin mit der Ostsee über die Flüsse Havel und Oder gebaut, sowie bis 1620 durch den Ausbau des Wasserlaufs Finow erweitert. Im Dreißigjährigen Krieg wurde der Finowkanal verwüstet und mit Beginn der Regierungszeit von Friedrich II. wieder hergerichtet, schiffbar gemacht und neue Schleusen gebaut. Die erste Stechersche Schleuse wurde 1745 vom Tischler Johann Gottfried Stecher als hölzerne Kammerschleuse erbaut und in Folge nach ihm benannt. 1746 wurde der Finowkanal zum zweiten Mal eröffnet und in den Folgejahren weitere Schleusen errichtet.
Mit der zweiten Eröffnung des Finowkanals im Jahr 1746 und der Trockenlegung des Oderbruchs wurden um 1750 an der Stecher-Schleuse Neusiedler, Büdner wohnhaft, aus denen die Kolonie Stecherschleuse, der heutige Wohnplatz wurde. Von 1874 bis 1885 wurden neue Schleusenkammern neben den alten Schleusenkammern gebaut.
Ab 1914 ersetzte der Hohenzollernkanal, der nach 1945 Oder-Havel-Kanal genannt wird den Finowkanal. Der Finowkanal blieb aber weiterhin in Betrieb, da sich an ihm zahlreiche Fabriken befanden. Die beiden Kanäle kreuzen sich seitdem bei Zerpenschleuse, ein Ortsteil der Gemeinde Wandlitz im Landkreis Barnim. Die Schleuse Zerpen wurde bereits 1925 zugeschüttet. Damit wurde der sogenannte „Lange Trödel“ von Liebenwalde bis Zerpenschleuse eine etwa 10 Kilometer lange schleusenfreie Sackgasse im Finowkanal.

## Die Schleuse
Die erste hölzerne Schleuse wurde 1745 in Betrieb genommen. Im Jahr 1860 erfolgte ein Neubau der Schleusenkammer. 1877 erfolgte die Inbetriebnahme der heutigen Schleuse als Doppelbreite Kesselschleuse mit linksversetzten Ausfahrten in der Form der Schleppzugschleuse. Die Schleuse hatte, wie fast alle Schleusen im Finowkanal eine Kammerlänge von etwa 51 Meter, eine nutzbare Kammerlänge von 41,20 Meter. Die nutzbare doppelschiffige Kammer ist Oben 10,20 Meter breit. Die tatsächliche nutzbare Breite beträgt dabei etwa 9,55 Meter. Die Breite der Schleuseneinfahrten beträgt etwa 5,30 Meter, die Breite in den Tortaschen etwa 6,60 Meter. In älterer Literatur werden die Maßangaben in Rheinfuß und Zoll angegeben, womit geringfügige Maßabweichungen bei der Umrechnung in der Literatur zu erklären sind. Die Schleuse wurde so angelegt, dass sie genau zwei Schiffe des Finowmaß aufnehmen konnten. Nach 1928 wurden die älteren Schleusenkammern der Stecher Schleuse, noch aus Holz gebaut, zugeschüttet und zum Stauwehr umgebaut. Die Kammer und die Schleusenhäupter wurden gemauert und mit Klinkern verblendet, welches 1933 großflächig erneuert wurde. Die Kammersohle besteht aus Schüttbeton. 1912 wurden die Schleusentore erneuert. Zum Verschluss der Schleusenkammer dienen im Ober- und Unterwasser genietete Stemmtore aus Stahl. Zum Füllen und Leeren der Kammer dienen gemauerte Umläufe und Gleitschützen in den Toren. In die alte, südlich gelegene Schleuse wurde 1958 ein Wehr eingebaut und 1968 erfolgte eine Mechanisierung der Treidelwinden. 1992 wurde die Schleuse aufgrund der verschlissenen Bausubstanz gesperrt und 1998 Instandgesetzt. Das Wehr in der ehemaligen Südschleuse wurde 2004 erneuert.

## Bilder

Bilder zur Erläuterung
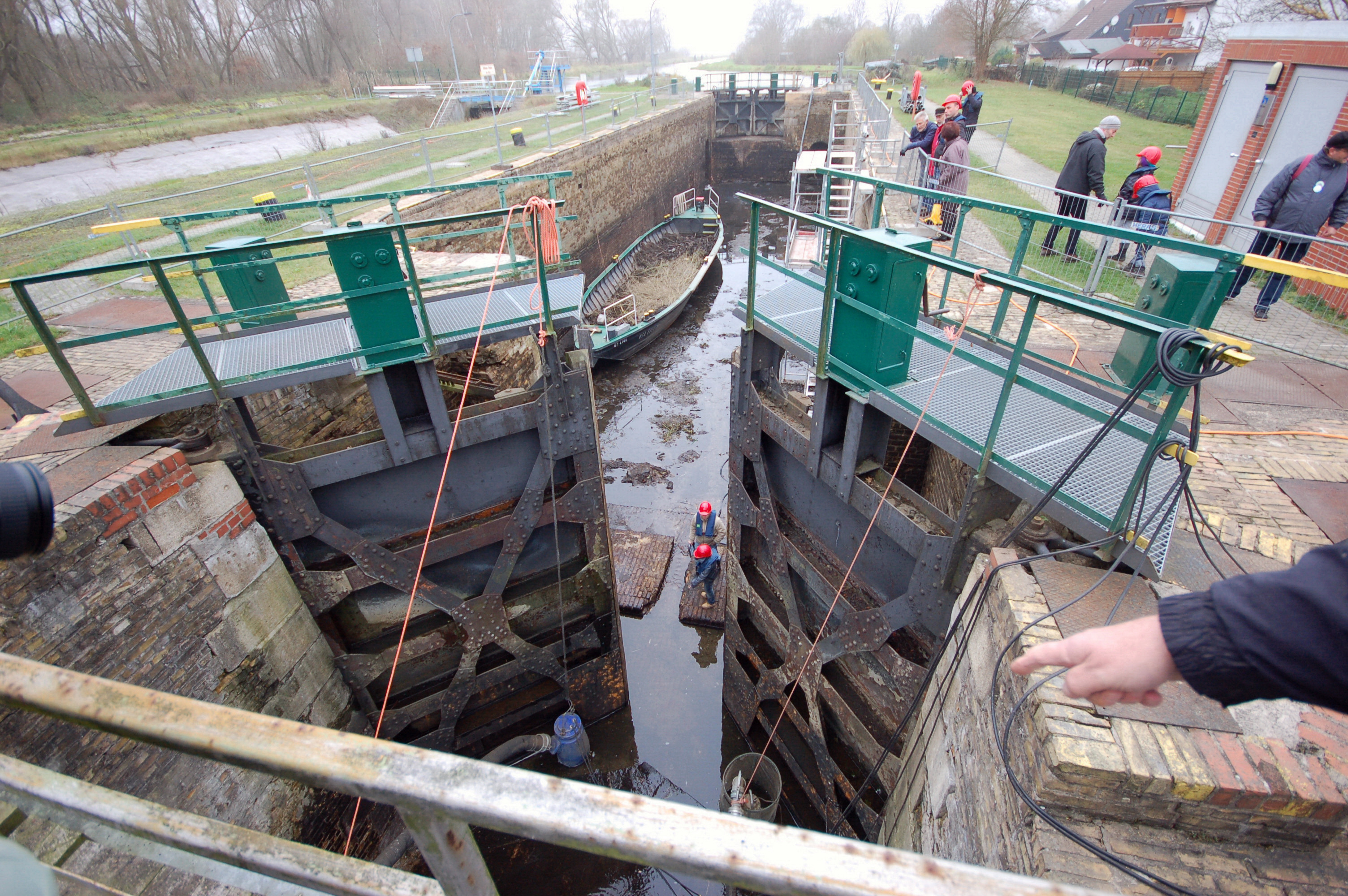
Doppelbreite Kesselschleuse mit linksversetzten Ausfahrten
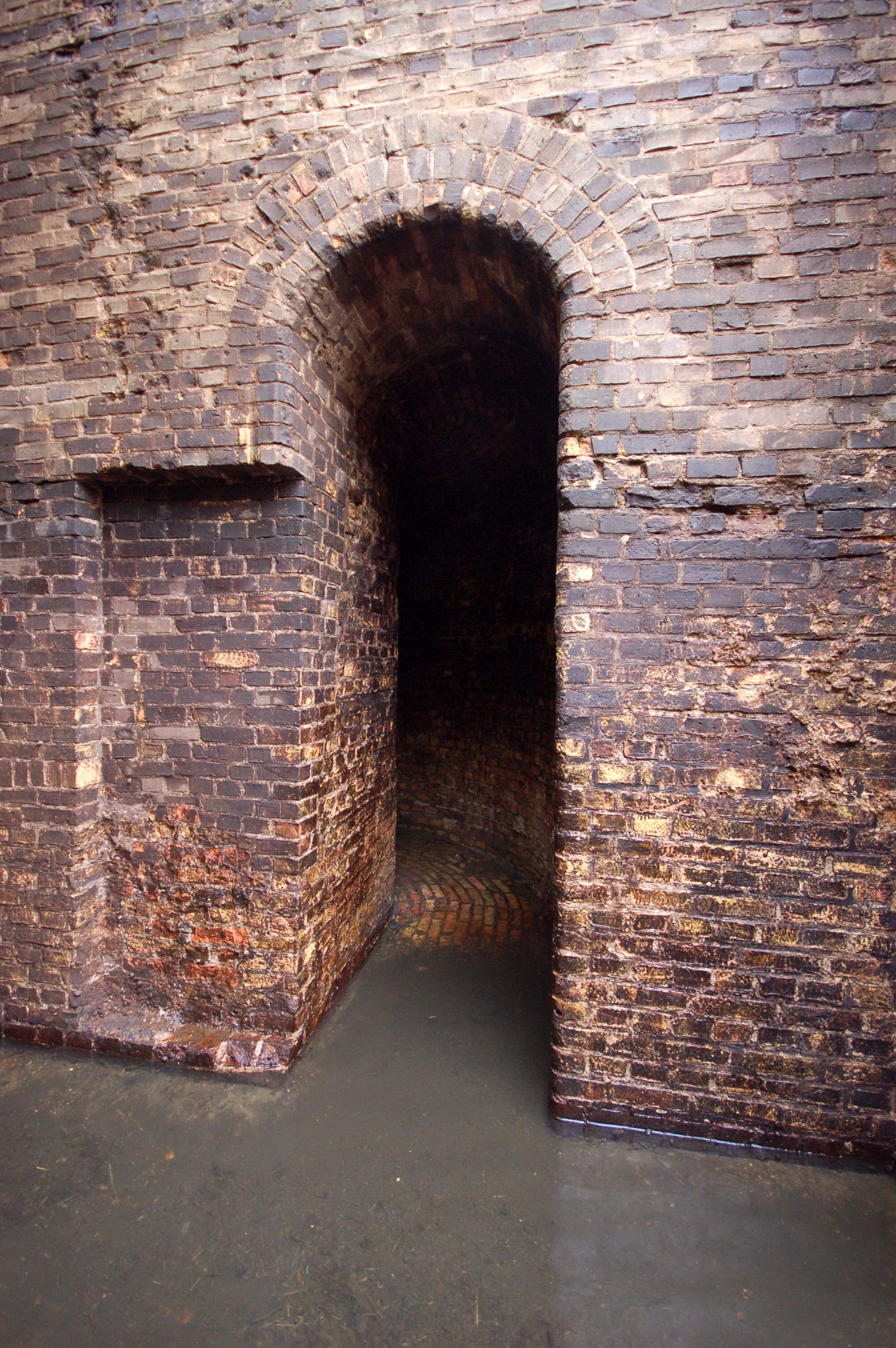
Gemauerter Umlauf
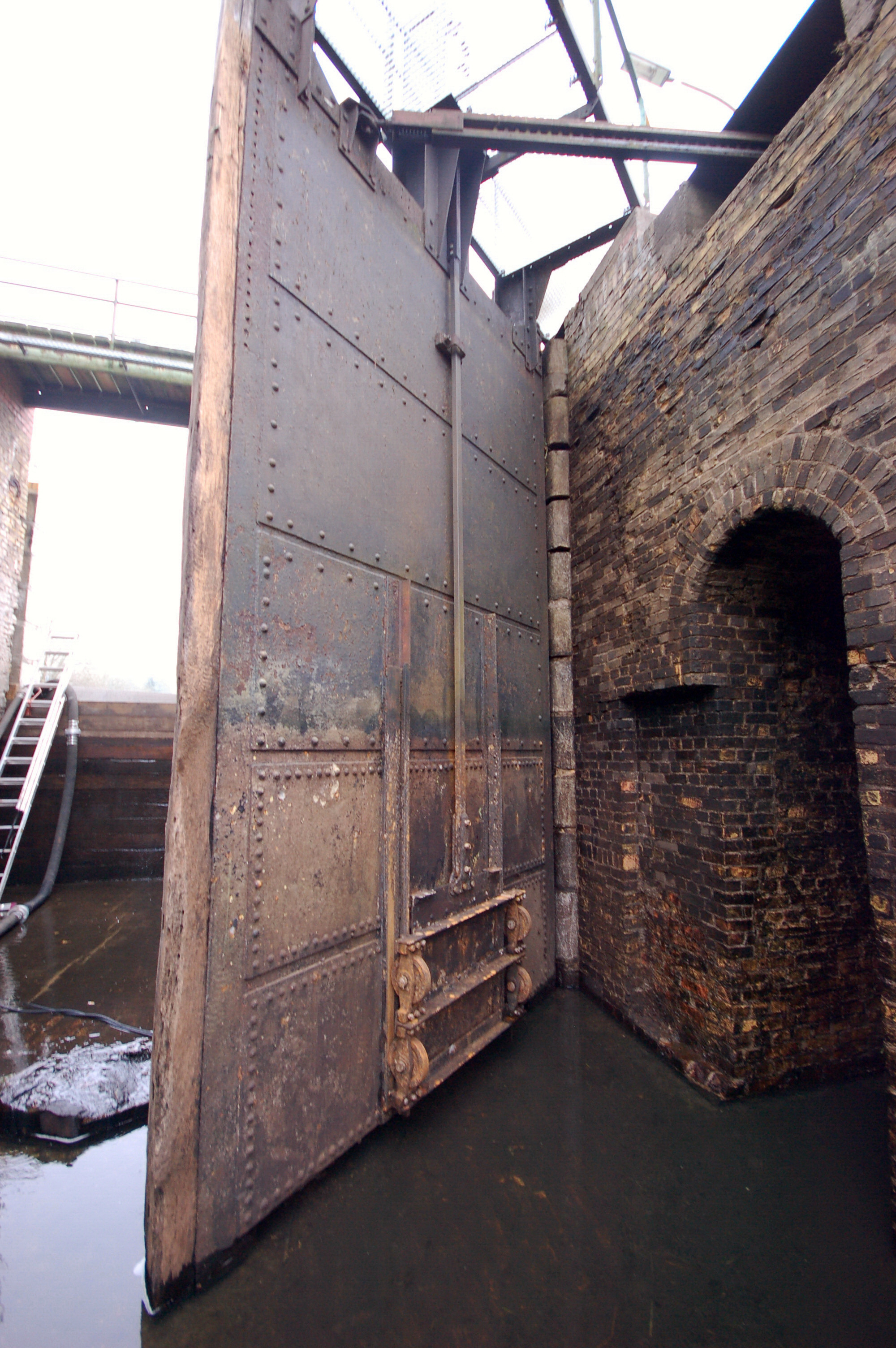
Stahltor mit Rollschütz
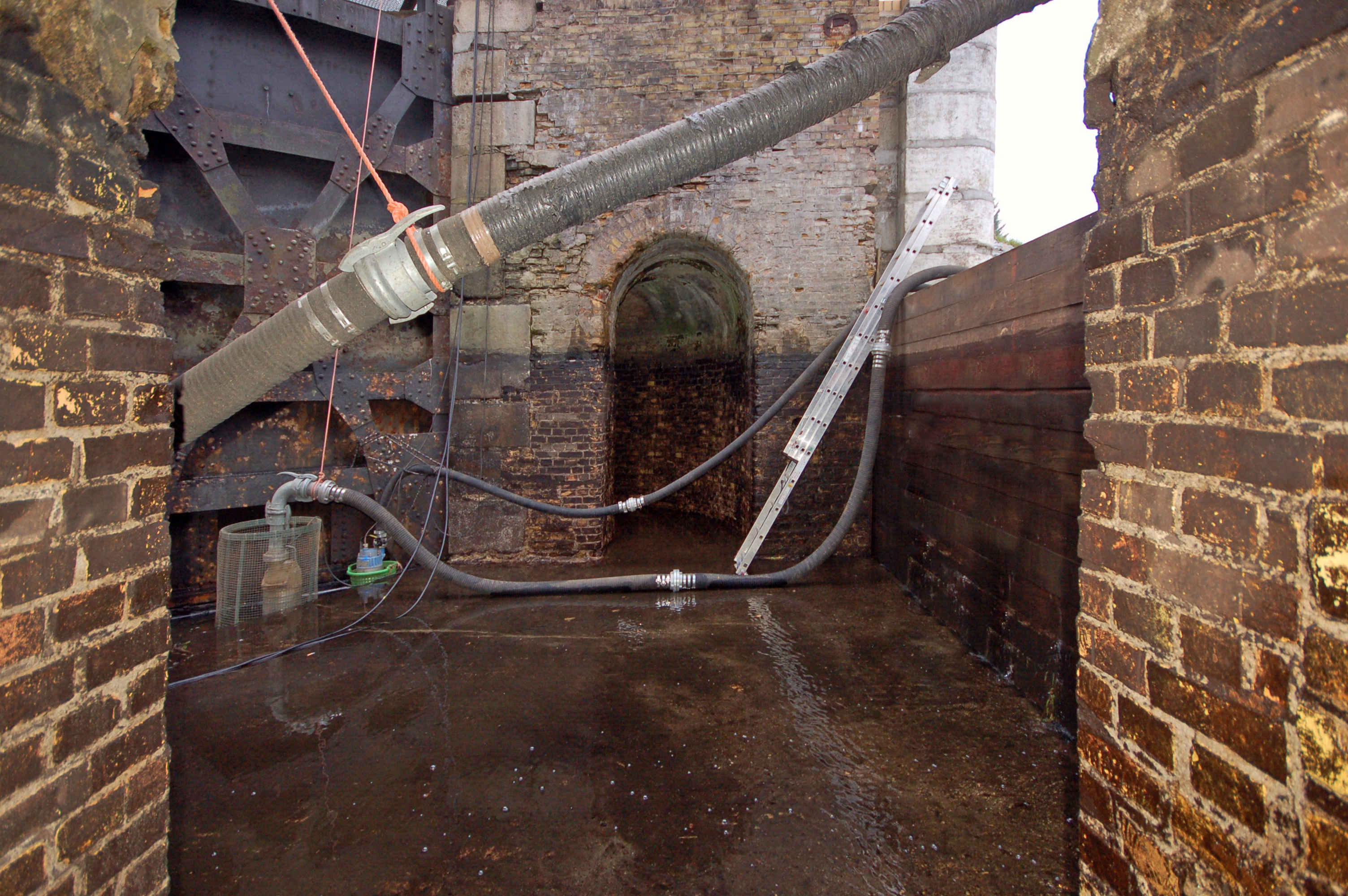
Umlauföffnung